# Mia Kronheim Gjertsen
Mia Kronheim Gjertsen (født 11. april 2006 i Bergen) er en cykelrytter fra Norge, der kører for Uno-X Mobility.